# 名取市立下増田小学校
名取市立下増田小学校（なとりしりつ しもますだしょうがっこう）は宮城県名取市にある公立小学校である。

## 概要
- 下増田地区は名取市の東南部、仙台空港の北部に広がる平坦な水田地帯である。東は太平洋に面し、北は閖上、南は岩沼市、西は増田・館腰と接している[1]。
- 平成19年3月に開業した仙台空港アクセス鉄道を始めとする臨空都市開発に伴い、学校の北側が宅地化され美田園という新しい地区が生まれた[1]。

## 沿革
出典
- 1873年（明治6年） - 第七学区第三中学区45番杉ヶ袋小学校として創設。北釜分校設置。
- 1880年（明治13年） - 北釜分校設置。
- 1887年（明治20年） - 第七学区第三中学区45番杉ヶ袋小学校は下増田尋常小学校に、北釜分校は北釜尋常小学校にそれぞれ改称。
- 1889年（明治22年） - 北釜尋常小学校が、北釜分教場と改称。
- 1941年（昭和16年）4月 - 国民学校令により、下増田国民学校と改称
- 1947年（昭和22年）4月 - 学制改革により、下増田村立下増田小学校と改称。
- 1955年（昭和30年） - 合併に伴い、名取町立下増田小学校と改称称。
- 1959年（昭和34年） - 市制施行伴い、名取市立下増田小学校と改称。
- 1963年（昭和38年） - 中学校移転により校舎移転。
- 1968年（昭和43年） - 北釜分校閉校。
- 1979年（昭和44年） - 体育館落成。
- 1984年（昭和59年） - 木造校舎とのお別れ式挙行。
- 1985年（昭和60年） - 鉄筋3階建ての新校舎竣工。
- 1987年（昭和62年） - 新体育館落成。
- 1988年（昭和63年） - プール落成。
- 1994年（平成6年） - 集中豪雨により、校舎、体育館地下、倉庫が浸水する被害が出た。
- 2003年（平成15年） - 守り愛活動開始。
- 2005年（平成17年） - 校舎及び体育館のバリアフリー工事実施。
- 2006年（平成18年） - 肢体不自由児学級新設。
- 2007年（平成19年） - 知的障害学級新設。
- 2009年（平成21年） - 情緒障害学級新設。食堂を普通教室に改築。
- 2010年（平成22年） - 校庭新設。プレハブ校舎新築。
- 2011年（平成23年）3月11日 - 午後に発生した東日本大震災（東北地方太平洋沖地震）により、津波が来襲した。
- 2012年（平成24年） - プレハブ校舎増築。難聴学級新設。
- 2013年（平成25年） - 病弱・身体虚弱児学級新設。
- 2014年（平成26年） - 弱視学級新設。新校舎（南校舎）完成。
- 2015年（平成27年） - 旧校舎改修工事終了　下増田幼稚園閉園。
- 2016年（平成28年） - 南校舎屋上太陽光パネル設置工事完了。下増田小学校グラウンド応急仮設住宅解体撤去工事完了し、駐車場復元。
- 2017年（平成29年） - 下増田中学校記念碑建立。「守り愛」（下増田小学校パトロール隊）発足。

### 不祥事
熱中症で38人搬送
- 2018年7月18日、校庭で名取市政60年を記念した人文字を制作中、児童38人が熱中症の疑いで病院に搬送された[2]。

## 通学区域と進学先中学校
出典

### 通学区域
- 下増田
- 杉ケ袋
- 杜せきのした4丁目
- 美田園
- 美田園北

### 進学先中学校
公立学校に進学する場合
- 名取市立増田中学校

## 周辺
- 増田川 - 校地のすぐ南側を流れる。
- 名取市下増田公民館 - 校地西側に隣接。
- 宮城県警岩沼警察署下増田駐在所
- JAやすらぎホール美田園
- 美田園四季の公園

## アクセス
- 仙台空港鉄道仙台空港線美田園駅から、徒歩約735m・約11分。
- 仙台空港より、
  - 上述の仙台空港鉄道に乗車し、美田園駅下車後、徒歩。
  - 車で約4.6km・約10分（一般道経由）。
    - 下述の仙台空港IC経由だと、遠回りとなる。
- 仙台東部道路から車で、
  - ETC装着車は、名取中央SICから、約1.9km・約4分。
  - ETC非装着車は、仙台空港ICから、約6.5km・約13分。